# Tenesol
Tenesol (anciennement Total Énergie) est un assemblier français de panneaux photovoltaïques.
Créé en 1983, il conçoit, finance, fabrique et exploite des solutions d'énergie solaire photovoltaïque pour les entreprises, les collectivités et les particuliers.

## Implantation
Tenesol compte 2 sites de production, l'un en France (Toulouse), l'autre en Afrique du Sud (Le Cap). L'entreprise est basée à La Tour-de-Salvagny (Rhône).

## Historique
Son capital a été détenu pour moitié par Total, également propriétaire de Sunpower, et pour moitié par EDF énergies nouvelles, entre 2005 et 2011. En octobre 2011, Total annonce l'acquisition de Tenesol, hormis ses activités en outre-mer français. La branche outre-mer de Tenesol devient Sunzil, dont le capital reste détenu à parité par Total et EDF. SunPower reprend les autres activités de Tenesol en 2012.